# Bad Füssing
Bad Füssing – miejscowość i gmina uzdrowiskowa w Niemczech, w kraju związkowym Bawaria, w rejencji Dolna Bawaria, w regionie Donau-Wald, w powiecie Pasawa. Leży około 27 km na południowy zachód od Pasawy, nad rzeką Inn, przy granicy z Austrią.